# Nenenia fasciata
Nenenia fasciata là một loài bọ cánh cứng trong họ Cerambycidae.